# Heteracanthia
Heteracanthia är ett släkte av tvåvingar. Heteracanthia ingår i familjen vapenflugor.
Kladogram enligt Catalogue of Life:
| Heteracanthia | \| \| Heteracanthia mexicana \| \| \| \| \| \| Heteracanthia ruficornis \| \| \| \| \| \| Heteracanthia violaceiventris \| \| \| \| |
|               | \| \| Heteracanthia mexicana \| \| \| \| \| \| Heteracanthia ruficornis \| \| \| \| \| \| Heteracanthia violaceiventris \| \| \| \| |
|               | Heteracanthia mexicana |
|               | |
|               | Heteracanthia ruficornis |
|               | |
|               | Heteracanthia violaceiventris |
|               | |